# مارک اسمیت (بازیگر)
مارک اسمیت (به انگلیسی: Mark Smith) (زاده ۳۰ سپتامبر ۱۹۶۹) بازیگر انگلیسی است.
از فیلم‌های معروف او می‌توان به بازی در فیلم عمل بد اشاره کرد.